# Brunn bei Pitten
Brunn bei Pitten ist eine Ortschaft und Katastralgemeinde in der Marktgemeinde Bad Erlach in Niederösterreich.

## Geografie
Das Dorf liegt an der Landesstraße L4097, nördlich des Flusses Pitten und ist im Süden und Westen mit der Marktgemeinde Pitten verwachsen. Im Franziszeischen Kataster von 1820 ist das Dorf als zweizeiliges Straßendorf verzeichnet und nicht als eigene Katastralgemeinde dargestellt. 1871 wechselte die Gemeindezugehörigkeit des Ortes von Pitten zu Bad Erlach.

## Geschichte
Laut Adressbuch von Österreich waren im Jahr 1938 in Brunn bei Pitten, ein Bäcker, ein Fuhrwerker, ein Gärtner, ein Gastwirt, ein Gemischtwarenhändler, eine Hebamme, ein Schuster, ein Viktualienhändler und einige Landwirte ansässig.

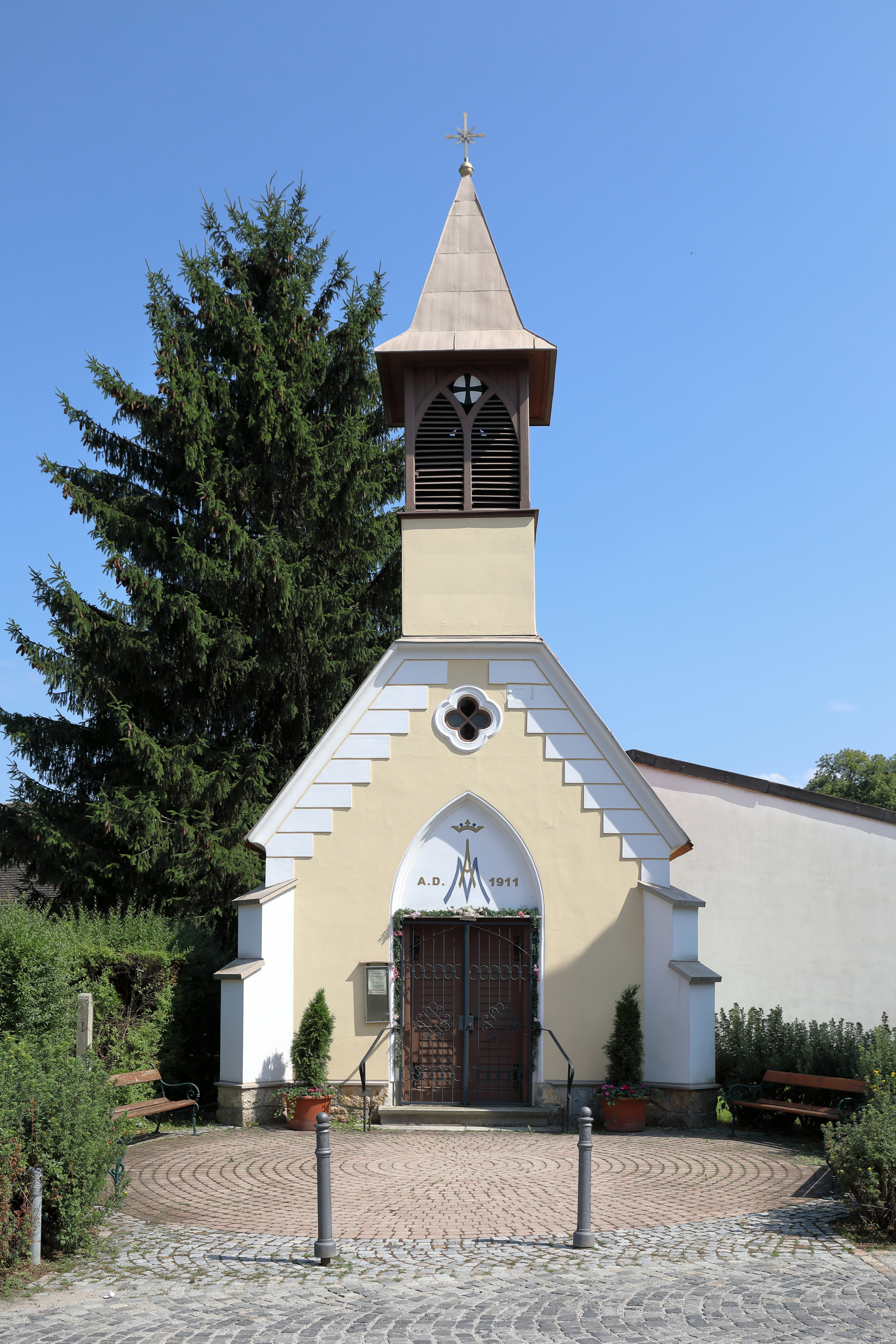
Ortskapelle von Brunn bei Pitten

## Ortskapelle
Die Ortskapelle „Maria Heimsuchung“ ist ein in Rechteckbau aus dem Anfang des 20. Jahrhunderts. Er wurde auf einen Natursteinsockel errichtet, hat abgeschrägte Strebepfeilern und ein Türmchen über der Eingangsfront.